# Liste der Präsidenten von Dominica

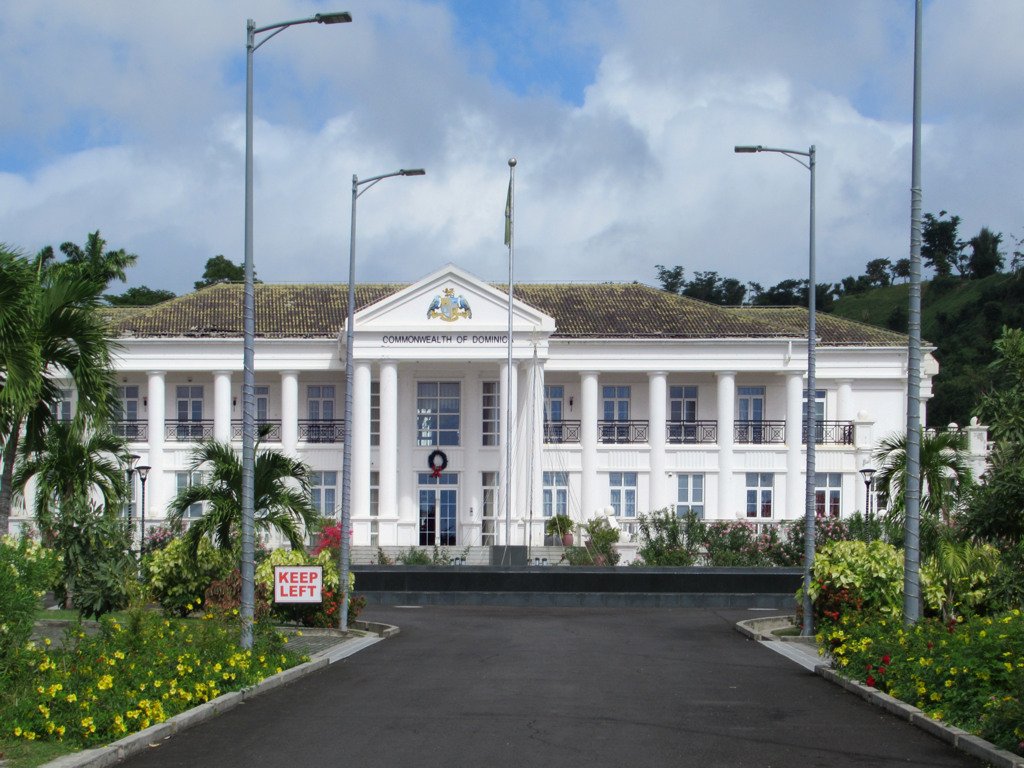
Amtssitz des Präsidenten von Dominica

Liste der Präsidenten von Dominica:
| Name                     | Lebensdaten | Amtszeit                           |
| ------------------------ | ----------- | ---------------------------------- |
| Sir Louis Cools-Lartigue | 1905–1993   | 3. November 1978–16. Januar 1979   |
| Fred Degazon             | 1913–2008   | 16. Januar 1979–28. Februar 1980   |
| Jenner Armour            | 1932–2001   | 21. Juni 1979–28. Februar 1980     |
| Aurelius Marie           | 1904–1995   | 28. Februar 1980–28. Februar 1984  |
| Clarence Seignoret       | 1919–2002   | 28. Februar 1984–25. Oktober 1993  |
| Crispin Sorhaindo        | 1931–2010   | 25. Oktober 1993–6. Oktober 1998   |
| Vernon Shaw              | 1930–2013   | 6. Oktober 1998–1. Oktober 2003    |
| Nicholas Liverpool       | 1934–2015   | 1. Oktober 2003–17. September 2012 |
| Eliud Williams           | * 1948      | 17. September 2012–2. Oktober 2013 |
| Charles Savarin          | * 1943      | 2. Oktober 2013–2. Oktober 2023    |
| Sylvanie Burton          | * 1965      | 2. Oktober 2023– amtierend         |